# One More Light
One More Light (englisch für „Ein weiteres Licht“) ist das siebte Studioalbum der kalifornischen Rockband Linkin Park. Es wurde am 19. Mai 2017 veröffentlicht und ist das letzte Studioalbum der Band, an dem ihr Leadsänger Chester Bennington mitwirkte, der im Juli 2017 Suizid beging.

## Entstehung und Hintergrund
One More Light wurde von den Linkin-Park-Mitgliedern Mike Shinoda und Brad Delson produziert und in den Larrabee Sound Studios sowie den Sphere Studios in Los Angeles aufgenommen. Der Produktionsprozess war anders aufgebaut als bei früheren Alben der Band. Laut Mike Shinoda wurden als erstes der Gesang und die Akkorde geschrieben, „um dann dafür zu sorgen, dass jeder Song cool klingt“. One More Light ist eines der persönlichsten Alben der Band. Chester Bennington erklärte, dass es um Dinge gehe, „die sonst nur meine Ehefrau und meine engsten Freunde wissen“. Er wolle damit Leute ansprechen, „die dieselben Dinge durchgemacht haben wie ich, und es fühlt sich besser an, zu wissen, dass man nicht allein ist“.

## Titelliste
| Nr. | Titel                                    | Autor(en)                                                           | Länge |
| --- | ---------------------------------------- | ------------------------------------------------------------------- | ----- |
| 1.  | Nobody Can Save Me                       | Mike Shinoda, Brad Delson, Jon Green                                | 3:45  |
| 2.  | Good Goodbye (feat. Pusha T and Stormzy) | Shinoda, Delson, Jesse Shatkin, Terrence Thornton, Michael Omari    | 3:31  |
| 3.  | Talking to Myself                        | Shinoda, Delson, Ilsey Juber, J. R. Rotem                           | 3:51  |
| 4.  | Battle Symphony                          | Shinoda, Delson, Green                                              | 3:36  |
| 5.  | Invisible                                | Shinoda, Justin Parker                                              | 3:34  |
| 6.  | Heavy (feat. Kiiara)                     | Shinoda, Delson, Chester Bennington, Julia Michaels, Justin Tranter | 2:49  |
| 7.  | Sorry for Now                            | Shinoda                                                             | 3:23  |
| 8.  | Halfway Right                            | Shinoda, Delson, Bennington, Ross Golan                             | 3:37  |
| 9.  | One More Light                           | Shinoda, Francis White                                              | 4:15  |
| 10. | Sharp Edges                              | Shinoda, Delson, Juber                                              | 2:58  |

## Singleauskopplungen
Am 16. Februar 2017 wurde mit dem radiotauglichen Popsong Heavy, auf dem die US-amerikanische Sängerin Kiiara einen Gastauftritt hat, die erste Single des Albums ausgekoppelt. Das Lied belegte erst Platz 31 der deutschen Charts und erreichte nach Chester Benningtons Suizid mit Rang 12 die Höchstposition. Außerdem stiegen auch die Songs Battle Symphony und Good Goodbye, auf dem die Rapper Pusha T und Stormzy vertreten sind, sowie der Titeltrack One More Light aufgrund von Streaming und Einzeldownloads in die deutschen Charts ein. Die zweite offizielle Singleauskopplung Talking to Myself wurde am 25. Juli 2017 veröffentlicht und erreichte Rang 73, wobei das zugehörige Musikvideo bereits am 20. Juli 2017, dem Tag, an dem Chester Bennington tot aufgefunden wurde, erschien. Ein weiteres Video zum Titelsong One More Light, der wenig später als dritte Single veröffentlicht wurde, erschien am 18. September 2017.

## Rezeption
One More Light wurde überwiegend negativ bewertet. Alex Klug von laut.de gab dem Album nur einen von möglichen fünf Punkten und schrieb dazu: „Wo in jüngerer Vergangenheit catchy Synth-Melodien und düstere Elektro-Experimente dominierten, regiert inzwischen elektrisches Hi-Hat-Geflacker und blanker Autotune – mal mehr, mal weniger subtil.“
Matthias Weckmann vom Metal Hammer bewertete das Album mit zwei von möglichen sieben Punkten und beschrieb es als „ein ausdrucksloses Stück Musik aus Elektronik-Beats, schlaffen Gesangslinien und ein wenig Rap.“
David Hune vom SLAM alternative music magazine beschrieb das Album als „anders, als es sich viele Fans erhofft haben“, ist jedoch der Meinung, dass daran „jeder Fan mit ausgewogenem Musikgeschmack Gefallen finden wird“
Das Portal Metacritic errechnete aus sieben Kritiken einen Durchschnittswert von 46/100 Punkten.

## Kommerzieller Erfolg

### Chartplatzierungen
One More Light stieg am 26. Mai 2017 auf Platz 3 in die deutschen Charts ein, womit Linkin Park erstmals nach fünf Studioalben die Spitze in Deutschland verpassten. Dagegen erreichte das Album Rang 1 in den Vereinigten Staaten. Nach dem Tod von Chester Bennington stieg das Album in Deutschland bis auf Platz 2. In den deutschen Album-Jahrescharts 2017 belegte es Position 23.
| ChartsChartplatzierungen       | Höchstplatzierung | Wochen |
| ------------------------------ | ----------------- | ------ |
| Deutschland (GfK)              | 2 (37 Wo.)        | 37     |
| Österreich (Ö3)                | 1 (21 Wo.)        | 21     |
| Schweiz (IFPI)                 | 1 (26 Wo.)        | 26     |
| Vereinigte Staaten (Billboard) | 1 (24 Wo.)        | 24     |
| Vereinigtes Königreich (OCC)   | 4 (20 Wo.)        | 20     |

| ChartsJahrescharts (2017)      | Platzierung |
| ------------------------------ | ----------- |
| Deutschland (GfK)              | 23          |
| Österreich (Ö3)                | 30          |
| Schweiz (IFPI)                 | 22          |
| Vereinigte Staaten (Billboard) | 90          |
| Vereinigtes Königreich (OCC)   | 95          |

### Auszeichnungen für Musikverkäufe
Noch im Erscheinungsjahr erhielt One More Light für über 100.000 verkaufte Exemplare in Deutschland eine Goldene Schallplatte. In den Vereinigten Staaten und im Vereinigten Königreich wurde es ebenfalls für mehr als 500.000 bzw. 100.000 Verkäufe mit einer Goldenen Schallplatte ausgezeichnet.
| Land/Region                  | Auszeichnungen für Musikverkäufe (Land/Region, Auszeichnung, Verkäufe) | Verkäufe  |
| ---------------------------- | ---------------------------------------------------------------------- | --------- |
| Dänemark (IFPI)              | Gold                                                                   | 10.000    |
| Deutschland (BVMI)           | Gold                                                                   | 100.000   |
| Frankreich (SNEP)            | Gold                                                                   | 50.000    |
| Italien (FIMI)               | Platin                                                                 | 50.000    |
| Neuseeland (RMNZ)            | Gold                                                                   | 7.500     |
| Österreich (IFPI)            | Gold                                                                   | 7.500     |
| Polen (ZPAV)                 | Gold                                                                   | 10.000    |
| Ungarn (MAHASZ)              | Gold                                                                   | 1.000     |
| Vereinigte Staaten (RIAA)    | Gold                                                                   | 1.000.000 |
| Vereinigtes Königreich (BPI) | Gold                                                                   | 100.000   |
| Insgesamt                    | 9× Gold · 1× Platin ·                                                  | 1.336.000 |

Hauptartikel: Linkin Park/Auszeichnungen für Musikverkäufe